# Manu Morlanes
Manuel Morlanes Ariño, meglio noto come Manu Morlanes (Saragozza, 12 gennaio 1999), è un calciatore spagnolo, centrocampista del Maiorca.

## Caratteristiche tecniche
Mezzala destra dotata di ottima tecnica e di buona capacità negli inserimenti, può essere impiegato anche da trequartista o da mediano nel 4-2-3-1, ruolo ricoperto nelle selezioni giovanili spagnole. Per queste caratteristiche viene paragonato a Cesc Fàbregas.

## Carriera

### Club
Cresciuto nel settore giovanile dell'Villarreal, ha esordito in prima squadra il 7 dicembre 2017 in occasione del match di UEFA Europa League perso 1-0 contro il Maccabi Tel Aviv.
Il 18 agosto 2018 ha esordito nella Liga disputando l'incontro perso 2-1 contro la Real Sociedad.

### Nazionale
Ha giocato nelle nazionali giovanili spagnole Under-17, Under-18 ed Under-19.